# Vitalic
Vitalic (egentligen Pascal Arbez, född 1976) är en fransk electromusiker. 

## Diskografi

### Album
- 2005 : OK Cowboy
- 2009 : FlashMob
- 2012 : Rave Age

### Singlar och EP
- 2001 : Poney EP (International Deejay Gigolo Records)
- 2001 : Vital Ferox - Absolut avec Alessandro Farac (alias Al Ferox)
- 2002 : A Number of Names - Shari Vari (The Hacker & Vitalic Remix) (International Deejay Gigolo Records)
- 2003 : To L'An-fer From Chicago (12") (Error 404)
- 2004 : Fanfares (12") (Different Records)
- 2005 : Mix From The Debut Album OK Cowboy (Different Records)
- 2005 : My Friend Dario (Different Records)
- 2005 : No Fun (Different Records)
- 2006 : Bells EP (Different Records)
- 2009 : Disco Terminateur EP (Citizen Records)
- 2009 : Poison Lips EP (Citizen Records)
- 2010 : Second Lives (Citizen Records)
- 2012 : Stamina
- 2013 : Fade away
- 2016 : Film Noir EP (Correspondant Records/Citizen Records)

### Remixer
- A Number of Names - Shari Vari (The Hacker & Vitalic Remix) (International Deejay Gigolo records / 2002)
- Manu le Malin - Ghost train (Vitalic remix) (Bloc 46 records / 2002)
- Giorgio Moroder - The Chase (PIAS / 2003)
- Daft Punk - Technologic (Virgin records / 2005)
- Röyksopp feat. Karin Dreijer - What Else Is There ? (2005)
- Björk - Who is it (2005)
- Teenage Bad Girl - Hands Of A Stranger (2007)
- Agoria - La Mall:11e Marche (Cosmo Meets Vitalic Remix) (PIAS / 2008)
- Aphex Twin - Windowlicker (PIAS / 2008)
- Demon vs Heartbreaker - You Are My High (Vitalic Version) (PIAS / 2008)
- Detroit Grand Pubahs & Dave The Hustler - Go Ahead (PIAS / 2008)
- Lady B - Swany (PIAS / 2008)
- Miss Kittin & The Hacker - 1982 (PIAS / 2008)
- The Hacker - Fadin' Away (Dima Remix) (Goodlife / 2000 - PIAS / 2008)
- Useless - Red X (Dima Cymbalistic Remix) (PIAS / 2008)
- Basement Jaxx - Cish Cash (PIAS / 2008)
- Bolz Bolz - Take A Walk (Neo-Romantic Dima Mix) (PIAS / 2008)
- Codec & Flexor - Time Has Changed (PIAS / 2008)
- Crash Course In Science - Cardboard Lamb (PIAS / 2008)
- Elegia[förtydliga] - The Essence Of It (Dima Mix) (PIAS / 2008)
- Kiki - Atomic (PIAS / 2008)
- Moby - Go (PIAS / 2008)
- Scratch Massive - Ice Breaker (Dima Remix) (PIAS / 2008)
- Slam feat. Dot Allison - Visions (PIAS / 2008)
- Birdy Nam Nam - The Parachute Ending (2009)
- Jean Michel Jarre - La Cage & Erosmachine (2010)
- Amadou & Mariam - Sabali (2010)
- Crystal Castles - Suffocation (2011)
- The Dø - Slippery Slope (2011)
- Paul Kalkbrenner - Altes Kammufel